# Leon VI. Moudrý
Leon VI. (19. srpna 866 zřejmě v Konstantinopoli – 11. května 912 na témže místě), zvaný Moudrý nebo také Filozof, byl byzantský císař od roku 886. Zanechal po sobě četná literární díla, je autorem teoretického vojenského spisu Taktika.

## Život

### Mládí
Basileios svěřil Leona do výchovy patriarchovi Fotiovi. Patriarcha a jeho otec Basileios I. se vzájemně nenáviděli a je možné, že Leon nebyl synem Basileia, nýbrž Michaela III., který byl milencem jeho matky Eudokie Ingeriny. Když Leon dospěl, upadl Basileios v podezření, že proti němu osnuje spiknutí. Basileios ho proto nechal uvěznit. Vzhledem k nelidským podmínkám, které musel Leon ve vězení zakusit, přišel téměř o zrak. Pozdější loveckou nehodu, jež se stala Basileiovi osudnou, pokládal císař za pokus o vraždu iniciovanou právě Leonem.

### Vláda
Po nástupu na trůn donutil patriarchu Fotia k abdikaci a nahradil jej svým bratrem Stefanem. Leon byl prostopášný a flegmatický člověk se spisovatelskými sklony a rovněž se zajímal o náboženské otázky. V době jeho vlády se značně upevnila feudalizace byzantského státu. Síla maloasijských magnátů vzrůstala na úkor svobodného rolnictva, které upadalo do stále větší závislosti a ztrácelo tak svoji volnost. Současně posílil také trend byrokratizace státu.
Leon pokračoval v práci na Basilice, řeckém překladu zákonů císaře Justiniána I., která byla zahájena již za Basileia. Tato sbírka zákonů odrážela všemohoucnost císaře ve všech společenských oblastech. Leon také nechal zreorganizovat systém themové správy.
Na rozdíl od svého otce nebyl však nijak zvlášť úspěšný ve válce. Bulhaři, kteří Basileia nikdy neporazili, dokázali v roce 894 přemoci Leonovu armádu. Leon si proto na pomoc povolal nomádské Maďary, pobývající tehdy na jižní Ukrajině. S jejich pomocí se mu podařilo Bulhary porazit. Když si však bulharský car Simeon I. uvolnil ruce vytlačením Maďarů do Panonie, byl Leon proti Bulharům opět bezmocný a utrpěl těžkou porážku v bitvě u Bulgarofygonu v roce 896. V následné mírové smlouvě se Leon zavázal platit Bulharům tribut.
V roce 907 byla Konstantinopol napadena Rusy pod vedením Olega, neboť se chtěli domoci výhradních obchodních práv s říší. Leon jejich požadavek odmítl, když ale v roce 911 podnikli nový útok, raději své zamítavé stanovisko změnil a poskytl jim požadovaná obchodní privilegia.
Neúspěšný byl také ve válce proti Arabům. V roce 902 ztratil na Sicílii Taorminu, poslední byzantskou pevnost na ostrově. V roce 907 muslimští piráti z Kréty strašlivě vydrancovali Soluň. Když se Leon pokusil vyslat flotilu k znovu dobytí Kréty, Saracéni ji drtivě porazili. Krátce po této porážce Leon onemocněl a zemřel. Protože jeho syn byl ještě dítětem, stal se jeho regent, Leonův bratr Alexandr, císařem.

## Leonovo nástupnictví
Leonovi se dlouho nedařilo získat syna, který by mohl být jeho dědicem. Jeho první žena, kterou mu přikázal Basileios, zemřela v roce 897. Proto se oženil znovu s dcerou svého rádce Styliana Zautza, Zoe, která však o dva roky později také zemřela. Po druhé svatbě vytvořil Leon pro svého tchána titul basilopator (otec císaře). Ačkoliv byl třetí sňatek církví zakázán, Leon se přesto oženil znovu. Jeho třetí žena zemřela ale již v roce 901. Místo čtvrtého sňatku, který by byl ještě větším hříchem než třetí, si Leon přivedl na dvůr milenku jménem Zoe Karbounopsina (Černooká). Když mu v roce 904 konečně porodila syna, rozhodl se s ní oženit i přes odpor církve v čele s patriarchou Nikolaem Mystikem.